# Fidelización
La fidelización es un concepto de marketing que designa la lealtad de un cliente a una marca, producto o servicio concretos, que compra o a los que recurre de forma continua o periódica.
La fidelización se basa en convertir cada venta en el principio de la siguiente. Trata de conseguir una relación estable y duradera con los usuarios finales de los productos que vende. Un plan de fidelización debe mostrar tres «C»: captar, convencer y/o conservar. Algunos de los planes de fidelización más conocidos son los programas de puntos de las aerolíneas, los hoteles, las tarjetas de crédito, tarjetas de débito, supermercados, etc.
Fidelización es un término que utilizan, básicamente, las empresas orientadas al cliente, donde la satisfacción del cliente es un valor principal. Sin embargo, las empresas orientadas al producto se esfuerzan en vender sus bienes y servicios ignorando las necesidades e intereses del cliente.

## Otros términos
Algunas empresas hablan de retener o mantener clientes en lugar de fidelizar clientes. 

## Estrategia de fidelización
Una empresa establece su estrategia de fidelización con el objetivo de mantener sus clientes activos y, si es posible, aumentar la cifra de negocio con ellos. Por ejemplo, en el ecommerce los clientes fidelizados compran una media de 3,77 veces en el mismo negocio multiplicando por 3,32 veces el LTV con respecto a un comprador no fidelizado.
Cuando un consumidor compra un producto, pueden ocurrir tres cosas distintas:
1. Que no vuelva a comprar el producto
2. Que vuelva a comprarlo
3. Que compre el mismo artículo, pero de otra marca

Evidentemente, las agencias de publicidad y comunicación son capaces de diseñar planes de fidelización, basándose en promociones más o menos sofisticadas. La fidelización (a una marca, una empresa, etc.) se consigue superando las expectativas del cliente.
Las estrategias de fidelización de clientes pasan a día de hoy por mejorar su experiencia como tal desde el comienzo de la relación entre la empresa y el consumidor; esto significa que ya no hay que esperar a que el proceso de compra se haya producido para hablar de fidelización, sino que la misma empieza desde el primer instante en el que el cliente entra en contacto con el negocio. Distintas estrategias de experiencia del cliente se han ido desarrollando; quizá una de las más curiosas pasa por el marketing personalizado (por ejemplo, los vídeos personalizados, que hacen que el cliente sienta un trato mucho más cercano con las marcas).
La estrategia de fidelización empieza con la formación de los empleados de la propia empresa para que adopten el siguiente paradigma: la calidad de un producto o servicio conduce a la satisfacción del cliente, que lleva a la fidelización del cliente, que lleva a la rentabilidad. La fidelización confía en la publicidad y la comunicación “boca a boca” para transmitir las ventajas y beneficios que disfrutan los clientes fidelizados y así atraer a nuevos clientes.

## Fidelización y Experiencia de Cliente
En los últimos años la gestión de la experiencia de cliente se ha transformado en una poderosa herramienta de fidelización de clientes. Los clientes satisfechos son clientes leales, y una experiencia de clase mundial es esencial no sólo para su satisfacción, sino también para su lealtad.
La experiencia de los clientes ha despertado un gran interés en los últimos tiempos, tanto por parte de académicos como de profesionales. Cada vez se comprende mejor por qué que las actitudes están formadas por experiencias pasadas y presentes, y se espera que cambien en función de la experiencia del consumidor. Las actitudes se describen como uno de los factores determinantes más importantes del comportamiento. 
Dick y Basu (1994) fueron precisos al sugerir que se requería una actitud favorable y la repetición de la compra para definir la lealtad. Ellos veían la lealtad en un marco de actitud-conducta, como un concepto relacionado con el comportamiento repetitivo de compra y el alto gasto del consumidor.